# Цареградский, Илья Маркович
Илья Маркович Цареградский (при рождении Илья Мордко-Гершевич Цареградский; 7 (29) июня 1902, Екатеринослав, Российская империя — 1975, Москва, СССР) — советский и украинский библиотековед, библиотечный работник и журналист.

## Биография
Родился 7 июня (по старому стилю) 1902 года в Екатеринославе в семье полтавского мещанина Мордко-Герша Абрам-Беровича Цареградского (1870—?) и Шейны-Хаи Михелевны Цареградской (в девичестве Эпштейн, 1879—?), дочери лоевского мещанина Минской губернии, заключивших брак там же 28 июня 1898 года. 
В 1920 году основал и открыл библиотеку в рабочем квартале Екатеринослава, одновременно с этим являлся председателем библиотечной секции Губполитпросвета. В 1930-е годы переехал в Москву и посвятил этому городу всю оставшуюся жизнь. Был принят в штат газеты Книгоноша, где он заведовал библиотечным отделом, одновременно с этим заведовал клубно-библиотечным сектором ВЦСПС. 
В 1950-е годы был принят на работу в Министерство культуры РСФСР, где он занимал должность заместителя начальника отдела библиотек. В 1960-е и 1970-е годы занимался преподавательской деятельностью — преподавал библиотековедение в ряде московских ВУЗОВ.
Скончался в 1975 году в Москве.

## Научные работы
Основные научные работы посвящены библиотечной политике. Автор свыше 200 научных работ.

## Семья
Брат — правовед Семён Маркович (Соломон Мордко-Гершевич) Цареградский. У него был также младший брат Абрам (1903—?).

## Список использованной литературы
- Библиотечная энциклопедия, 2007, с. 1123